# Liste d'associations de maires français
Les associations de maires sont, en France, des associations répondant à des besoins spécifiques, politiques, économiques et culturels. La France possède en effet plus de 36 000 communes et autant de maires.

## Types de groupements

### Groupements généralistes
- Association des maires de France (AMF)
- Association des maires, adjoints, présidents ECPI, conseillers (ANMSC)
- Collectif des maires

### Groupements par urbanismes
- Association des maires de grandes villes de France (AMGVF)
- Association des communautés urbaines de France (ACUF)
- Association des maires ville et banlieue de France (AMVBF)
- Fédération des villes de France
- Association des petites villes de France (APVF)
- Conseil national des villes (CNV)
- Association des maires ruraux de France (AMRF)
- Association nationale des maires des stations de montagne (ANMSM)
- Association nationale des élus de montagne (ANEM)
- Association nationale des élus du littoral (ANEL)

### Groupements régionaux
- Association des maires de l'Île-de-France (AMIF)

### Groupements par spécificités économiques
- Association nationale des maires des stations classées (ANMSCCT)
- Fédération nationale des communes forestières de France (FNCOFOR)

### Groupements régionalistes
- Association des maires et des élus occitans (AMEO)

### Groupements sur une question de société
- Collectif des maires pour l'enfance
- Collectif des maires de France pour le mariage républicain

## Salons
Des salons permettent aux maires d'accéder à divers type d'offres qui les concernent, et sont un vecteur de réflexion au regroupement :
- le salon des maires
- le salon des maires et des collectivités locales (SMCL)[1]